# Г
Г, г は、キリル文字のひとつ。ギリシャ文字のΓ（ガンマ）に由来する文字で、ラテン文字のC・Gと同系の文字であり、G に相当する。また、対応するグラゴル文字は Ⰳ (グラゴーリ)である。

## 由来
ギリシア文字の Γ, γ（ガンマ）に由来する。ガンマは古ギリシア語で [g] と発音され、新ギリシア語で [γ] あるいは [ʝ] と発音された。ガンマはフェニキア語の𐤂（ギメル）に起源を持つ。 

## 呼称
- ウクライナ語: ге（ヘー）
- キルギス語：ゲー
- ブルガリア語: гъ（グ）
- ロシア語: гэ（ゲー）

## 音素
原則として[g]を表す。
- ウクライナ語では[ɦ]（日本語の「は、へ、ほ」のような音）を表す。
- ベラルーシ語では[ɣ]を表す。

## アルファベット上の位置
ウクライナ語、セルビア語、ブルガリア語、ベラルーシ語、マケドニア語、ロシア語の第4字母である。

## Гに関わる諸事項

フリヴニャの通貨記号。Г の筆記体に横二重線を重ねたもの。

- 特に古い時代のロシア語では外来語の「H」や [ɦ] の音を Г で表記することが多かった。最近では Х を使うことが多いが、借用時期が古いものであれば現代でも Г が使われている。（例: герой（英雄）、Йокогама（横浜）→現代では Йокохама や Якохама の方が一般的。現代発音はいずれもヤコハーマ）
- ロシア語の его や ого という表記は、語末に来ると Г が [v] の発音になることが多い。語末でなくても、сегодня（今日）のように複合語に由来する特殊なものがある。
- ロシア語の мягкий, лёгкий とその派生語と бог では [x] で発音される。
- ウクライナ語で [g] を表すには Ґ を用いる。日常的には [g] と [ɦ] の発音は区別されずに使用されることもある。表記の際も、Ґ の代わりに Г を代わりに用いられることも珍しくない。
- ウクライナ語訛りのロシア語でも [ɦ] を表す。
- ウクライナの通貨 フリヴニャ（гривня）の通貨記号（₴）に用いられる。略称は「грн.」
- アゼルバイジャン語のラテン文字表記では Q に対応する。

## 符号位置
| 大文字 | Unicode | JIS X 0213 | 文字参照        | 小文字 | Unicode | JIS X 0213 | 文字参照        | 備考 |
| ------ | ------- | ---------- | --------------- | ------ | ------- | ---------- | --------------- | ---- |
| Г      | U+0413  | 1-7-4      | &#x413; &#1043; | г      | U+0433  | 1-7-52     | &#x433; &#1075; |      |